# Nikolay E. Veraksa
Veraksa Nikolay Evgenevich es un psicólogo ruso, profesór, el doctor de ciencias merecido, el redactor jefe de unas revistas cientìficas Early Childhood Education Today y Educación Contemporàneo Rreescolar. Teorìa y práctica, el rector de la Academia Pedagógica de la educación preescolar de Moscú, el director del centro de formación y pedagogía social del Instituto de la Niñez, Familia y Educación de la Academia Rusa de Educación, el presidente de comité organizador de Conferencia Internacional Anual Atención y Enseñanza de la Primera Infancia ECCE Conference.

## Biografía
Estudiaba en el Instituto de Ingeniería y Física de Moscú (1965—1967), la Universidad Estatal de Moscú de Ingeniería Ambiental (1967—1968) y en el departamento de psicología en la Universidad Estatal de Moscú (1968—1973).

## Su obra
A finales de los 80s se formuló el concepto de la psicología estructural y dialéctica.
Es el director científico del programa de educación preescolar “Desde el nacimiento hasta la escuela” que es la más difundida en Rusia hoy por hoy. También es el director científico del programa de educación preescolar «Key to Learning» que está realizado en el territorio de Gran Bretaña, Polonia y otros países.
Veraksa es el autor de más de 150 publicaciones y materiales didácticos que han sido publicados en idiomas extranjeros.
Desde 2011 Nikolay Veraksa es el presidente de comité organizador de Conferencia Internacional Anual Atención y Enseñanza de la Primera Infancia (Annual International Conference Early Childhood Care and Education (ECCE Conference).

## Actividad editorial
Es el iniciador de creación el redactor jefe de la revista “Educación contemporàneo preescolar. Teorìa y práctica”.
En 2011 Nikolay Veraksa creó un proyecto de creación de una serie de los materiales didácticos «Formación profesional de grado superior» (MOZAIC-SINTEZ editorial).
Desde 2016 es el redactor jefe de una revista cientìfica Early Childhood Education Today.

## Obras
- Esteban, Dolya & Veraksa Key to Learning. A neo-vygotskian program for children aged 3–7// Revista de Psicología y Educación. — 2011. — Volumen 11. — n.º 2.
- Veraksa N., van Oers B. Early childhood education from a Russian perspective// International Journal of Early Years Education. — 2011. — 1. — PP.5–18.
- Veraksa N. Development of cognitive capacities in preschool age// International Journal of Early Years Education. — 2011. — 1. — PP.79–88
- Veraksa N.E. Pensamiento dialéctico y creatividad // Eclecta. Revista de Psicología General. — Vol.5, n.º 11. — 2007. — P.7-14.
- Veraksa N., Diachenko O. The Gifted Children: The Possibilities of the Development of Cognitive Abilities of 3-7-year-old Children. — South Bank University. London. Special Publication, 1995.
- Veraksa N.E. Structural approach to dialectic cognition / Psychology in Russia: State of Art. — Moscow: MSU, RPS. — P.227-239

1. ↑  «Nikolay Veraksa». Archivado desde el original el 6 de diciembre de 2016. Consultado el 30 de diciembre de 2016.
2. ↑  Educación contemporàneo preescolar. Teorìa y práctica

- Datos: Q4107358